# Свина
Свина́ (Свинна́) — річка в Україні, в межах Роздільнянського і Одеського районів Одеської області. Впадає до Паліївської затоки Хаджибейського лиману (басейн Чорного моря).

## Опис
Довжина 68 км. Долина порівняно вузька, глибока, порізана балками і ярами; її праві схили вищі та крутіші від лівих. Річище звивисте (особливо в середній течії), влітку пересихає. Споруджено 3 ставки, серед яких найбільший — Єгорівський став.
Вздовж берегової смуги розташовані 7 населених пунктів: Бецилове, Старокостянтинівка, Новоукраїнка, Новодмитрівка, Карпове, Бринівка, Єгорівка.

## Розташування
Свина бере початок біля села Гурівське. Тече переважно на південний схід. Впадає до Хаджибейського лиману на південь від села Єгорівки.
Основна притока: балка Карпів Яр (або Велика Карпова) (права) завдовжки 20,4 км та Свинарка (або Велика Свина) (ліва) 35,2 км.